# 折德扆
折德扆（917年—964年），府州人，祖籍云中，折從阮之子，五代至北宋軍事人物，永安軍節度使。

## 生平
折家為雲中當地大族，出自党项族。折從阮擔任靖難軍節度使時，折德扆在其帳下擔任馬步軍督校。后汉乾祐二年（949年），随父入朝，授为府州团练使。后周显德元年（954年），周世宗在府州設立永安軍，任命折德扆為永安軍節度使。折德扆多次與北漢交戰。率师攻下河市镇，斩杀北汉军五百余级，被召入朝，以其弟折德愿权总州事。后在通许桥迎谒世宗，请迁内地。世宗以其平素得蕃情，不许，厚加赏赐而还原职。宋初，破河东沙谷砦，斩敌五百级。建隆二年（961年），朝见宋太祖，赐归镇。乾德三年（963年），在太原城下击败北汉军数千，俘虜北漢將領楊璘。二年九月卒。赠侍中。

## 延伸阅读
[在维基数据编辑]
 《宋史/卷253》，出自脱脱《宋史》